# Davistan
Die Davistan Krimmer-, Plüsch- und Teppichfabriken AG, bis 1933 David & Co. KG, ist ein ehemaliges deutsches Unternehmen, aus dem die Schaeffler-Gruppe entstand. Das von dem jüdischen Unternehmer Leopold David 1842 gegründete Unternehmen ging ab 1940 unter Wert in den Besitz von Wilhelm Schaeffler über.

## Geschichte

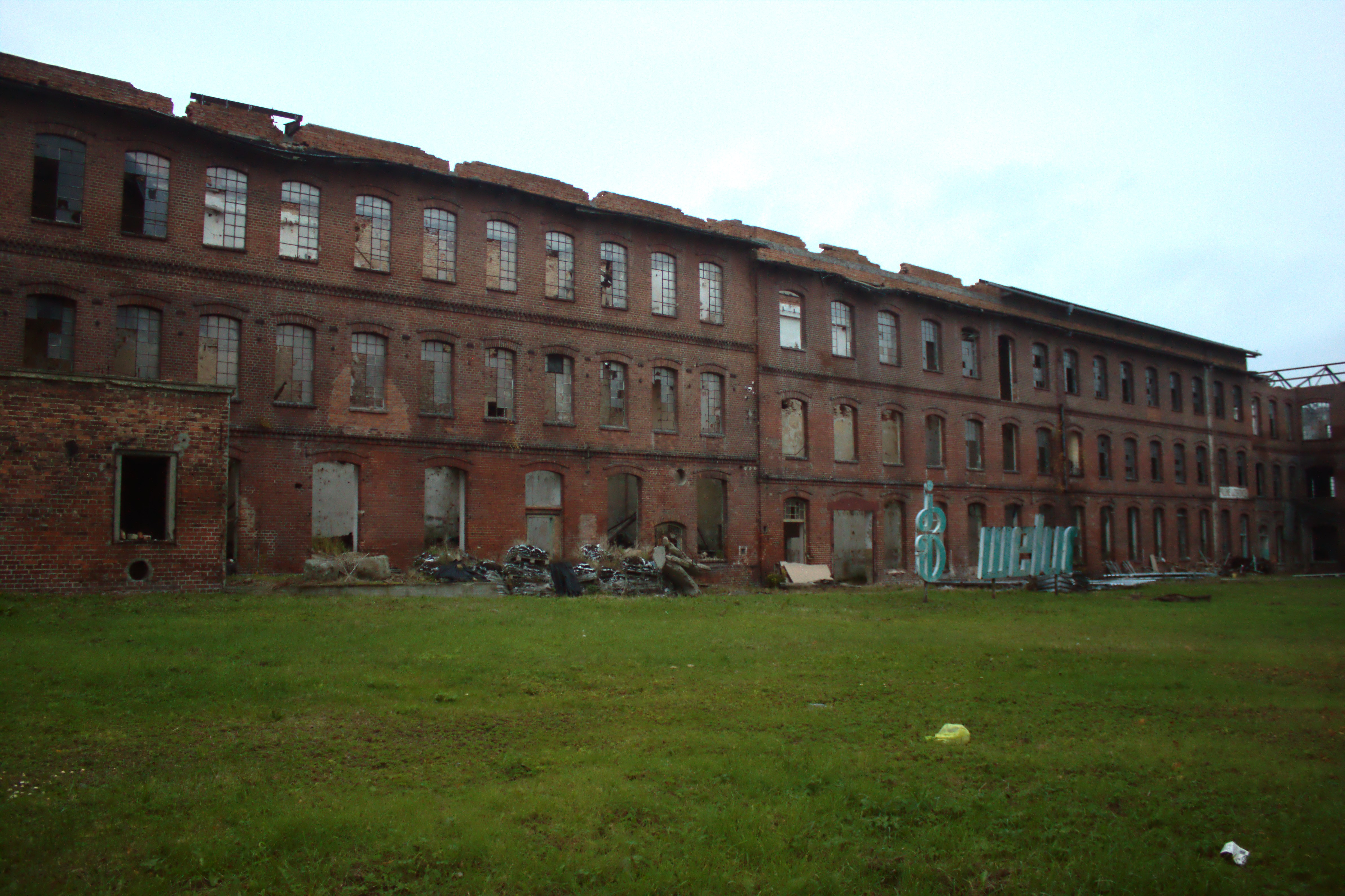
Ruine der Fabrik Nr. 1 von Welur, ehemals David & Co., in Katscher, 2016

### Gründung und wirtschaftlicher Aufstieg
Das Unternehmen wurde 1842 als David & Co. KG von Leopold David gegründet, ansässig in der Niederwallstraße 13–14 in Berlin. Es produzierte Plüsch in Berlin, Brieg und Zinna sowie Wollgewebe in Nowawes. 1871 waren fast 1000 Menschen für das Unternehmen tätig. Im Jahre 1907 gehörte das Unternehmen dem jüdischen Unternehmer Georg Frank, hatte seinen Sitz An der Fischerbrücke 14 in Berlin und produzierte Plüsch, Herren- und Damenkonfektionskleidung, Stoffe und Teppiche. Zu dieser Zeit wurde ein Teil der Produktion des Unternehmens ins oberschlesische Katscher verlegt, ein Teil der Fertigung verblieb in Nowawes. Das Unternehmen war in den 1920er Jahren der größte Teppichhersteller in Katscher. Im Jahr 1925 wurde ein mehrstöckiges Fabrikgebäude errichtet, in dem zwischen 600 und 700 Arbeiter beschäftigt waren. Im Jahr 1927 kaufte David & Co. eine ehemalige Schokoladenfabrik in der Nähe des Katscher Bahnhofs und baute sie aus. Im Geschäftsjahr 1933 machte das Unternehmen einen Umsatz von 4,2 Millionen Reichsmark. Der aufkommende Nationalsozialismus und die damit verbundenen Repressalien gegenüber Juden zwangen den Inhaber Ernst Frank, Konsul aus Berlin und seit 1929 Ehrenbürger von Katscher, im Jahr 1933 mit seiner Familie zur Flucht. Obwohl das Unternehmen allem Anschein wirtschaftlich erfolgreich war, wurde am 9. Dezember 1933 über das Vermögen von David & Co. ein Konkursverfahren eröffnet, sowie einige Tage später auch über das Vermögen von Ernst Frank. Die beiden Vermögen beinhalteten zahlreiche Grundstücke in Katscher, Gebäude, Inventar und Rechte wie z. B. Wechsel. Gläubiger waren die Dresdner Bank und das Bankhaus Mendelssohn & Co. Der Konkursverwalter Walter Haupt und die beiden Gläubiger gründeten um die Jahreswende 1933/34 für das Unternehmen die Auffanggesellschaft Davistan Weberei und Knüpferei GmbH mit einem niedrigen Gesellschaftskapital von 20.000 Reichsmark, die den Betrieb von Davistan zunächst erfolgreich aufrechterhielt, jedoch im Frühjahr 1934 mit Schwierigkeiten im Einkauf und Geschäftsverkehr zu kämpfen hatte. Haupt schlug den beiden Gläubigern vor, die beiden Konkursmassen zu einem Preis von 4 bis 4,3 Millionen Reichsmark zu erwerben. Diese lehnten jedoch ab.
Schließlich wurde am 29. Mai 1934 die Davistan Krimmer-, Plüsch- und Teppichfabrik Aktiengesellschaft gegründet, mit einem Aktienkapital von einer Million Reichsmark. Sie löste die Davistan GmbH ab. Zum Vorstand wurden die Kaufmänner Franz Breitschädel und Rudolf Spies bestimmt. Den ersten Aufsichtsrat bildeten Herbert Schönfeldt, Clemens Carl Freyer und Joseph Kötter. Die neue Aktiengesellschaft bezahlte für das gesamte Vermögen der ehemaligen Firma David & Co. 3,6 Mio. RM, für das gesamte private Vermögen von Ernst Frank 224.000 RM. Der Betrieb ging weiter. Im Dezember 1934 beschäftigte das Unternehmen 590 Menschen. Im ersten Jahr wurde für die Aktiengesellschaft ein Reingewinn in Höhe von 25.316,50 RM ausgewiesen.

### Übernahme durch Wilhelm Schaeffler und Rüstungsbetrieb
Die Dresdner Bank, bei der Wilhelm Schaeffler seit 1937 als Wirtschaftsprüfer tätig war, bot ihrem Angestellten an, in die Davistan Krimmer-, Plüsch- und Teppichfabriken AG einzusteigen, gut 30 Prozent unter Wert. Am 4. November 1940 löste Schaeffler mithilfe von Krediten seines Arbeitgebers über eine halbe Million RM Rudolf Spies als Vorstandsmitglied ab. Vorsitzender des Aufsichtsrats wurde Carl Schleipen, Direktor der Dresdner Bank, sein Stellvertreter Heinz Fritsch, ein Tuchfabrikant aus Cottbus. Bereits seit Sommer 1940 wurde die Produktion von Plüsch und Krimmer auf Fliegerjacken und von Teppichen auf Papiersäcke für Sand und Stroh umgestellt. Im Juni 1941 verlegte Schaeffler den Sitz von Davistan von Berlin nach Katscher, wo das Unternehmen in der Krotfelderstraße 1 angesiedelt war.
Auf Antrag von Heinz Fritsch wurde im Juni 1942 der Firmenname abgeschafft. Den langjährigen Vorstand Franz Breitschädel drängte Schaeffler im darauffolgenden Jahr aus der Unternehmensleitung. Die Firma lautete nun Wilhelm Schaeffler AG.
Im Sommer 1943 gründete Wilhelm Schaeffler, der 1941 in die NSDAP eingetreten war, eine Kommanditgesellschaft für das Rüstungsgeschäft. Er steuerte fortan die Rüstungs- und die textile Produktion. Die Werke in Katscher produzierten Abwurfgeräte für die Luftwaffe, Brandbomben, Nadellager für Panzer, Wehrmachtswesten, Matratzen und Mäntel. Das Unternehmen setzte dabei Zwangsarbeiter aus Frankreich, der Sowjetunion und Polen ein. Letztere waren im Polenlager 92 in Katscher interniert. 1944 kam es zu einer „Kriegsarbeitsgemeinschaft“ mit der Schumag, die in den Räumlichkeiten in Katscher Achsen, Rollen und Präzisionskleinteile für Heer und Luftwaffe herstellte.
Das Unternehmen, das in Kriegszeiten aus vier Werken bestand, verarbeitete bei seiner textilen Produktion auch Menschenhaar aus dem Vernichtungslager Auschwitz. Auf dem Firmengelände gefundene Meterware erwies sich nach einer Untersuchung des Gerichtsmedizinischen Instituts der Jagiellonen-Universität von 1949 als aus Menschenhaar gemachtes Gewebe.
Nach dem Ende des Zweiten Weltkriegs übernahm der polnische Staat die Reste der Schaeffler-Werke. Bis in die 1990er Jahre wurden dort in der Zakłady T Materiał Dekoracyjnych Welur SA Teppiche hergestellt.

## Erforschung der NS-Vergangenheit
Der Historiker Gregor Schöllgen, der die Unternehmensgeschichte im Auftrag der Familie Schaeffler untersuchte, behauptete 2009, es gebe für die Verbindung nach Auschwitz „keine Belege“ beziehungsweise keine direkten Belege. Für diese Ansicht wurde er 2011 von seinen Kollegen Tim Schanetzky, Cornelia Rauh und Toni Pierenkemper vehement kritisiert.